# Hulda (ópera)
Hulda es una ópera en tres actos con música de César Franck y libreto en francés de Charles Grandmougin, basado en la pieza Halte Hulda (1858) del escritor noruego Bjørnstjerne Bjørnson. La ópera fue estrenada parcialmente tras la muerte del compositor, en la Ópera de Montecarlo el 8 de marzo de 1894.
El tercer acto se estrenó en los Concerts Colonne el 16 de octubre de 1904 para marcar la inauguración de un monumento a la memoria del compositor. La ópera completa, con un prólogo, tres actos y un epílogo, se interpretó por vez primera por la University College Opera en el Teatro Bloomsbury de Londres el 15 de marzo de 1994. Los dos primeros actos se interpretaron por la Orquesta sinfónica de Trondheim los días 22 y 23 de octubre de 2010, en Molde, en Noruega.
Hulda fue la primera ópera de Franck que se interpretó, en 1894. La influencia de Wagner es evidente, tanto en la escritura para los metales como para los dúos de amor que recuerdan a Tristán e Isolda. La escritura de Franck muestra su sinceridad en la expresión y sus armonías cromáticas características.
Las partituras manuscritas completas de la obra se guardan en la Biblioteca Nacional en París.

## Personajes
| Personajes                         | Tesitura     | Reparto del estreno, 8 de marzo de 1894 (Director: Léon Jéhin) |
| ---------------------------------- | ------------ | -------------------------------------------------------------- |
| Hulda Hustawick                    | mezzosoprano | Blanche Deschamps-Jéhin                                        |
| La Mère de Hulda                   | mezzosoprano | Laure Mounier                                                  |
| Aslak                              | Bajo         | Joël Maurice Fabre                                             |
| Gudrun, mujer de Aslak             | mezzosoprano | Rissler                                                        |
| Gudleik, hijo mayor de Aslak       | barítono     | Paul Lhérie                                                    |
| Halgerde, hermana de Aslak         | soprano      | Marcelle Dartoy                                                |
| Arne, otro hijo de Aslak           | bajo         |                                                                |
| Thrond, un hijo más joven de Aslak | barítono     |                                                                |
| Eyric, el hijo más joven de Aslak  | tenor        | Desgoria                                                       |
| Eynar, un hijo más joven de Aslak  | tenor        | Signa                                                          |
| Gunnard, hijo de Halgerde          | tenor        | Borie                                                          |
| Thordis, prometida de Gunnard      | soprano      |                                                                |
| Eiolf, un caballero                | tenor        | Albert Saléza                                                  |
| Swanhilde, repudiada por Eiolf     | soprano      | Emma d'Alba                                                    |